# Serre-frein
Le serre-frein ou garde-frein était un agent de l'Exploitation des compagnies ferroviaires dont la fonction était de serrer les freins d'un véhicule du train (voiture de train de voyageurs, wagon de train de marchandises) 

## Historique
Les serre-freins actionnaient les freins à vis agissant sur les roues par sabots, sous les ordres du mécanicien de locomotive (par appels sonores codifiés de sifflet) et de participer à la manœuvre du convoi. 
Tous les wagons n'étaient pas freinés, la plupart étant en roue libre. En tête du convoi, le freinage se limitait à l'origine à celui du tender actionné par le chauffeur, les premières locomotives ne comportant pas de freins.
Sur la longueur du convoi, le nombre et la répartition des serre-freins était fonction de la longueur et du poids du train, les véhicules chargés étant privilégiés pour l'efficacité du freinage.
En France, une ordonnance du 25 novembre 1846 prévoyait, pour les trains express, un minimum d'un wagon à frein pour un convoi de 1 à 5 voitures, 2 pour ceux de 6 à 10, 3 pour ceux de 11 à 15. 
En Europe, le garde-frein était assis dans une « vigie », petite cabine exiguë dépassant le toit du wagon accessible par un escalier et équipée d'un volant commandant les freins sabots. Le freinage devait être progressif pour éviter une rupture d'attelage sauf en risque de tamponnement, "aux freins à mort" indiqué par une succession de coups de sifflets.   
Jusque vers 1865, les première guérites n'avaient pas de porte pour éviter l'endormissement. Par la suite les vigies furent fermées mais n'étaient pas chauffées et le serre-freins restait des heures dans une position inconfortable, ne pouvant sortir se dégourdir les jambes qu'aux arrêts en gare.

## Disparition
Les serre-freins ont disparu avec la généralisation du frein continu dans les années 1880 dans les trains de voyageurs, dans les années 1920 et 1930 pour les trains de marchandises. 

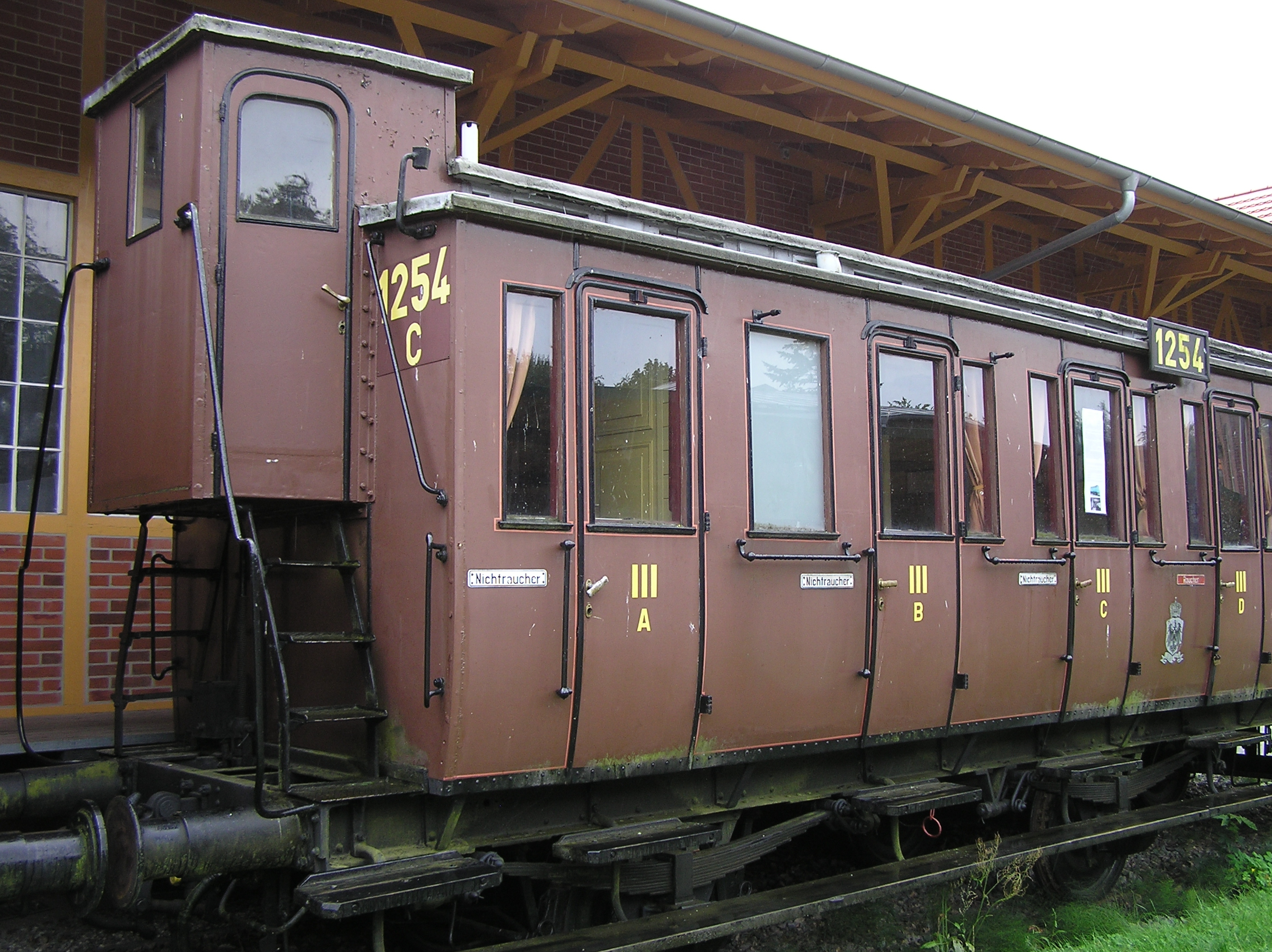
Vigie à l'arrière d'une voiture de voyageurs
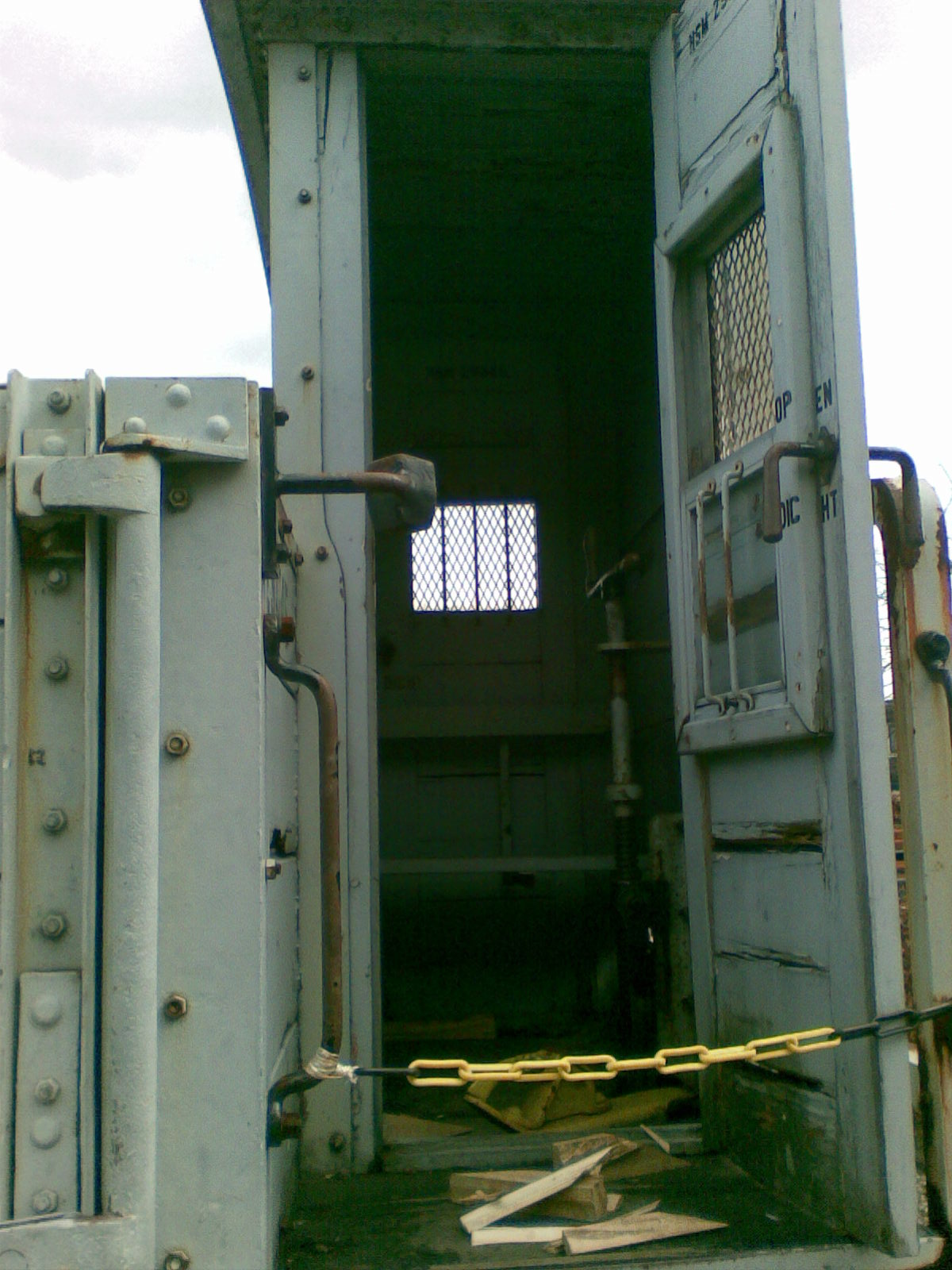
Intérieur d'une vigie
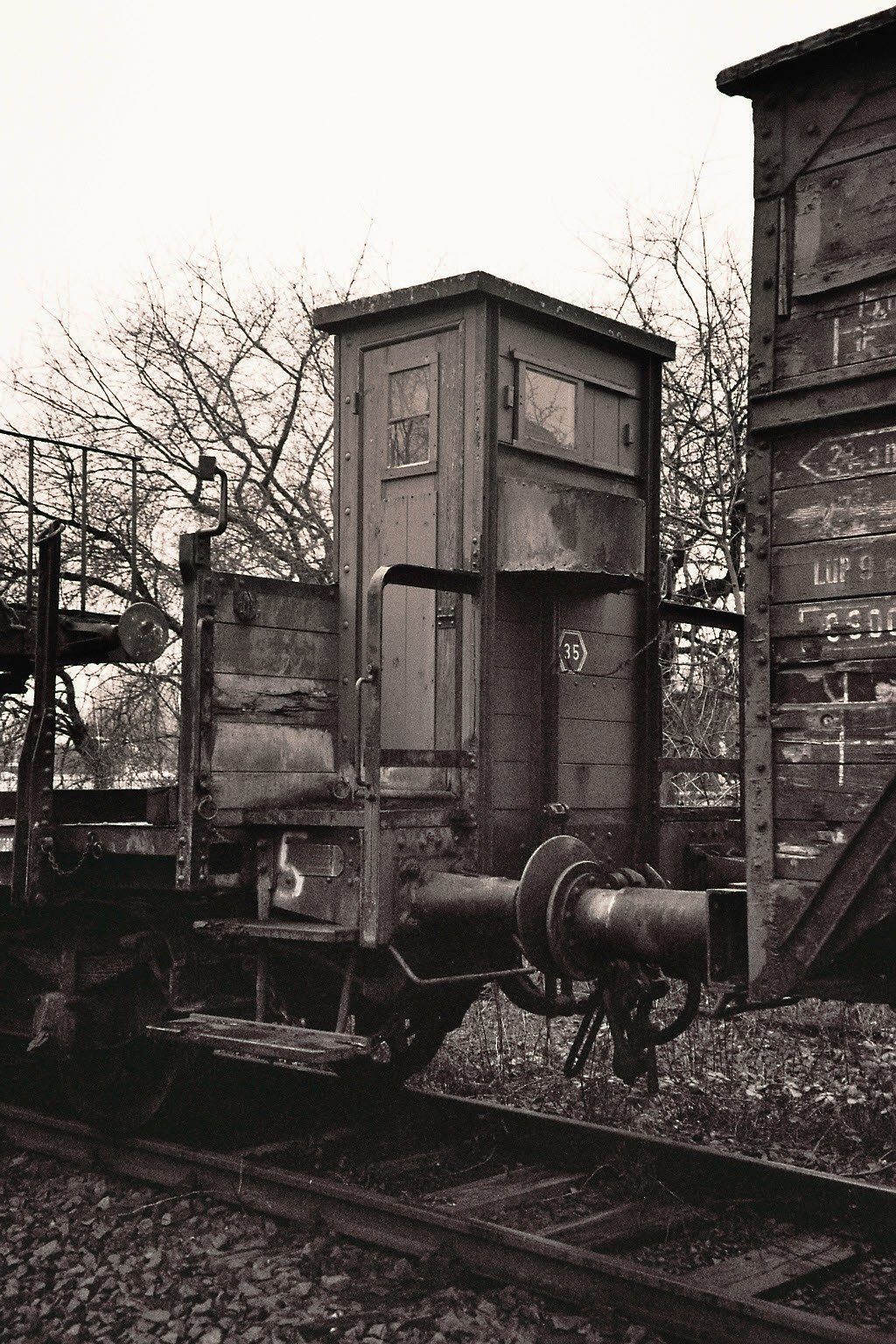
Vigie à l'arrière d'un wagon
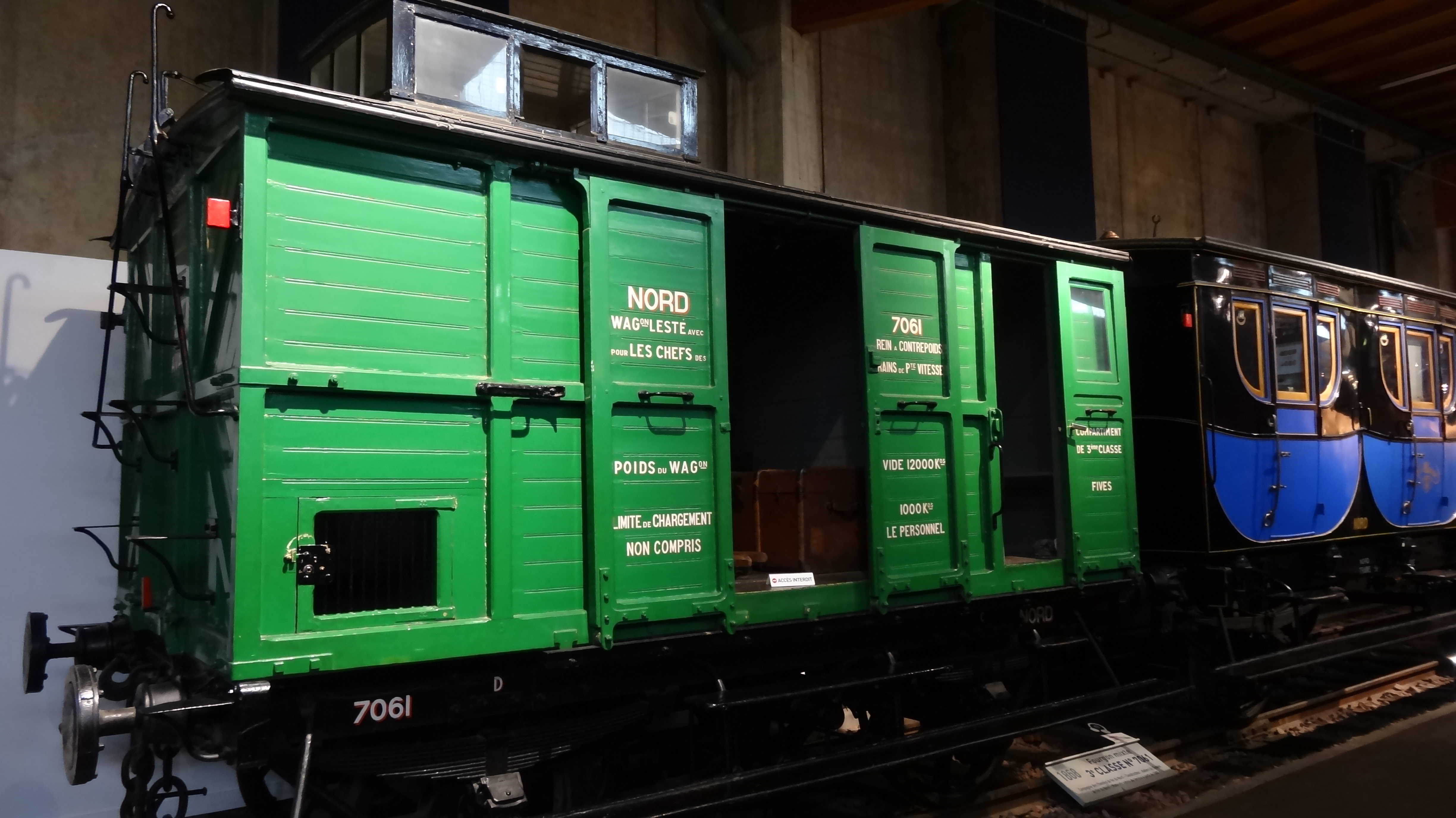
Fourgon frein Nord